# Trova il mio iPhone
Il servizio Trova il mio iPhone (conosciuto anche come Trova il mio Mac in macOS) era un'applicazione fornita da Apple Inc. che permetteva il monitoraggio della posizione remota di dispositivi iOS, personal computer Mac, Apple Watch e AirPods. Da settembre 2019 è stata sostituita dall'app Dov'è in iOS 13.
Il servizio all'origine era integrato in iOS e macOS, e i dispositivi potevano essere rintracciati mediante l'utilizzo di un'applicazione iOS o tramite il sito web iCloud. Su iOS 8 e versioni precedenti, l'app ora è scaricabile gratis dall'App Store. A partire da iOS 9, l'app è stata integrata dal sistema operativo.
Affinché l'app funzionasse, sia il dispositivo tracker che il dispositivo individuato dovevano avere l'app Trova il mio iPhone installata e i servizi di localizzazione attivati, ed entrambi devono essere stati collegati allo stesso account iCloud.

## Caratteristiche
Trova il mio iPhone permette agli utenti di localizzare i loro iOS device usando sia iOS app che iCloud su un computer. Oltre a localizzare il dispositivo il servizio permette altre tre modalità:
- Riproduci suono: emette un suono al massimo del volume e lampeggia il led anche a schermo disattivo. Ciò è utile per ritrovarlo,[2] ed è equivalente ad una chiamata da altro telefono
- Modalità smarrito (iOS 6 o versioni successive): contrassegna il dispositivo come smarrito o rubato, consentendo all'utente di bloccarlo con un passcode. Se il dispositivo è un iPhone e qualcuno trova il dispositivo, può chiamare l'utente direttamente sul dispositivo.[3][4][5]
- Cancella iPhone: cancella completamente tutti i contenuti e le impostazioni, il che è utile se il dispositivo contiene informazioni sensibili, ma il dispositivo non può essere individuato dopo aver eseguito questa azione. A partire da iOS 7 o versioni successive, una volta completata la cancellazione, il messaggio può ancora essere visualizzato e l'attivazione del dispositivo verrà bloccata. Ciò rende difficile per qualcuno utilizzare o vendere il dispositivo. Sarà richiesta una password ID Apple per disattivare Trova il mio iPhone, disconnettersi da iCloud, inizializzare il dispositivo o riattivare un dispositivo dopo una cancellazione remota.

Con iOS 6 ha aggiunto l'icona della batteria del dispositivo.
Dal rilascio di iOS 7, gli utenti si sono lamentati del collegamento tra GPS, WiFi e l'app stessa. Alcuni utenti si sono accorti che l'app si abilitava e si disabilitava da sola al cambio di banda di frequenza.

### Requisiti
Affinché l'app Trova il mio iPhone funzioni, l'utente deve configurare un account iCloud per creare l'ID Apple dell'utente. Per attivare i servizi di localizzazione, gli utenti dovevano andare su Impostazioni> Privacy> Servizi di localizzazione, quindi selezionare l'app Trova il mio iPhone nell'elenco e selezionare l'opzione "Durante l'utilizzo dell'app". Per disattivare l'app, seleziona invece l'opzione "Mai". L'utente può anche monitorare il dispositivo accedendo a iCloud.com.

## Storia
Trova il mio iPhone all'inizio fu pubblicata come applicazione per gli utenti di MobileMe nel mese di giugno 2010. Nel novembre 2010 con iOS 4.2, Trova il mio iPhone era gratuita per tali dispositivi. 
Con il rilascio di iCloud nell'ottobre 2011, il servizio è diventato gratuito per tutti gli utenti iCloud. In più, il servizio è stato reso fruibile col nome "Trova il mio Mac" per i computer Mac con OS X 10.7.2 "Lion" o versioni successive utilizzando iCloud. 
Con il rilascio di MacOS Catalina, è stato combinato con Find My Friends per creare il nuovo Find My.
Nel novembre 2011, la polizia di Los Angeles, in California, è riuscita a trovare un sospetto di rapina a mano armata utilizzando Trova il mio iPhone sull'iPhone rubato della vittima.
Il 14 settembre 2012, due sospetti sono stati arrestati ad Atlanta, in Georgia, per aver rapinato cinque donne sotto la minaccia delle armi. La polizia è stata in grado di individuare i sospetti utilizzando Trova il mio iPhone per trovare uno degli iPhone rubati.
Dall'inizio del 2011, alcuni utenti Sprint che hanno utilizzato l'app per trovare il proprio dispositivo smarrito sono stati inviati a casa di un uomo di 59 anni a Las Vegas, Nevada. Più persone hanno insistito sul fatto che avesse il loro dispositivo e la polizia è stata chiamata più volte. L'uomo alla fine ha dovuto mettere un cartello vicino alla sua porta dicendo che "non aveva cellulari smarriti".
Il 16 gennaio 2015, a una donna di Langley, nella Columbia Britannica, è stato rubato il suo iMac durante un'irruzione a casa sua. Quasi un mese dopo, ha ricevuto una notifica sul suo telefono, quindi ha contattato la polizia che ha trovato e arrestato due uomini proprio mentre stavano tentando di scappare da una porta sul retro.